# Santa Cruz (Séville)
Pour les articles homonymes, voir Santa Cruz.
Santa Cruz est un quartier de la ville espagnole de Séville, en Andalousie. Inclus dans le périmètre de l'ancienne muraille, il appartient au cœur historique de la cité, et jouxte les monuments les plus célèbres de la capitale andalouse : la cathédrale et la Giralda, le Palais archiépiscopal, l'Alcázar ou encore la Casa Lonja. Lieu d'art et d'histoire, le quartier trouve ses origines au Moyen Âge et regorge de légendes, d'églises et de palais, témoins de son passé. Profondément mis en valeur au début du XXe siècle, c'est aujourd'hui un des quartiers emblématiques de Séville, avec Triana. Il est surtout réputé pour le charme de ses étroites ruelles et de ses places ombragées qui en font un des lieux privilégiés du tourisme sévillan.

## Histoire

### Les origines médiévales

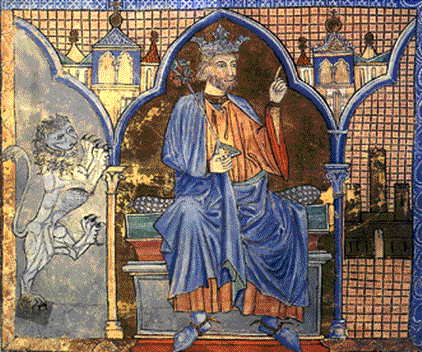
Ferdinand III de Castille reconquiert la ville en 1248.

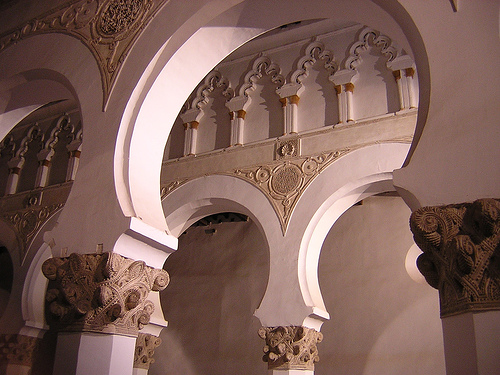
Tolède accueillit également une importante communauté juive. Ici, la synagogue Santa María la Blanca.

L'actuel quartier de Santa Cruz constitue une partie de l'ancienne juiverie (Judería) de Séville. L'existence d'un ghetto juif à cet endroit n'est attestée que depuis l'époque chrétienne. Sous la domination musulmane, la zone de la juiverie médiévale, comprise entre la Puerta de Jerez (près du canal Alphonse-XIII) et la Puerta de la Carne (plus au nord-est, près de l'église Santa María la Blanca, ancienne synagogue), était connue sous le nom de Quartier de l'Alcázar de la Bénédiction : il s'agissait en fait de la médina musulmane. Une légende populaire laisse entendre qu'il aurait existé une juiverie à l'époque d'Al Andalus : les Juifs en auraient remis les clefs à Ferdinand III de Castille en 1248, cependant que les musulmans livraient la ville. Quoiqu'il existe deux clefs de la ville conservées à la cathédrale, cette tradition est à considérer avec prudence : sous Al Andalus, les Juifs, même regroupés autour de la synagogue, n'étaient sans doute pas isolés du reste de la population, au contraire des pratiques observées dans les villes chrétiennes.
Après la reconquête de la ville, l'expulsion des musulmans amène la couronne de Castille à repeupler la cité. De nombreux Juifs s'installent alors à Séville, et constituent la deuxième communauté hébraïque d'Espagne, après celle de Tolède. L'actuel quartier de Santa Cruz et ses alentours sont alors destinés à la population hébraïque, tandis que trois des mosquées reprises aux musulmans sont concédées aux Juifs qui les convertissent en synagogues. Trois portes, fermées chaque soir, signalent alors l'entrée dans la juiverie. 
Si les premiers temps de la Séville reconquise sont marqués par une certaine tolérance, il en est autrement à partir du XIVe siècle. La grave crise économique des années 1300 provoque une recrudescence de l'antijudaïsme (la pratique de l'usure déplaît) dans les royaumes de Castille et de Navarre. En juin 1391, 4 000 Juifs sont assassinés à Séville lors d'un sanglant pogrom, tandis que leurs biens sont confisqués et distribués. Les évènements mettent fin à la présence juive dans le quartier. Les trois synagogues sont transformées en autant d'églises : l'église de San Bartolomé (Séville) (es) (reconstruite à l'époque baroque), l'église Santa María la Blanca (es) (qui conserve sa façade médiévale) et l'église de Santa Cruz (détruite). C'est cette dernière qui donne son nom au quartier homonyme que nous connaissons aujourd'hui, quartier qui ne représente par conséquent qu'une partie de l'antique juiverie.

### Les aménagements desXIXeetXXesiècles

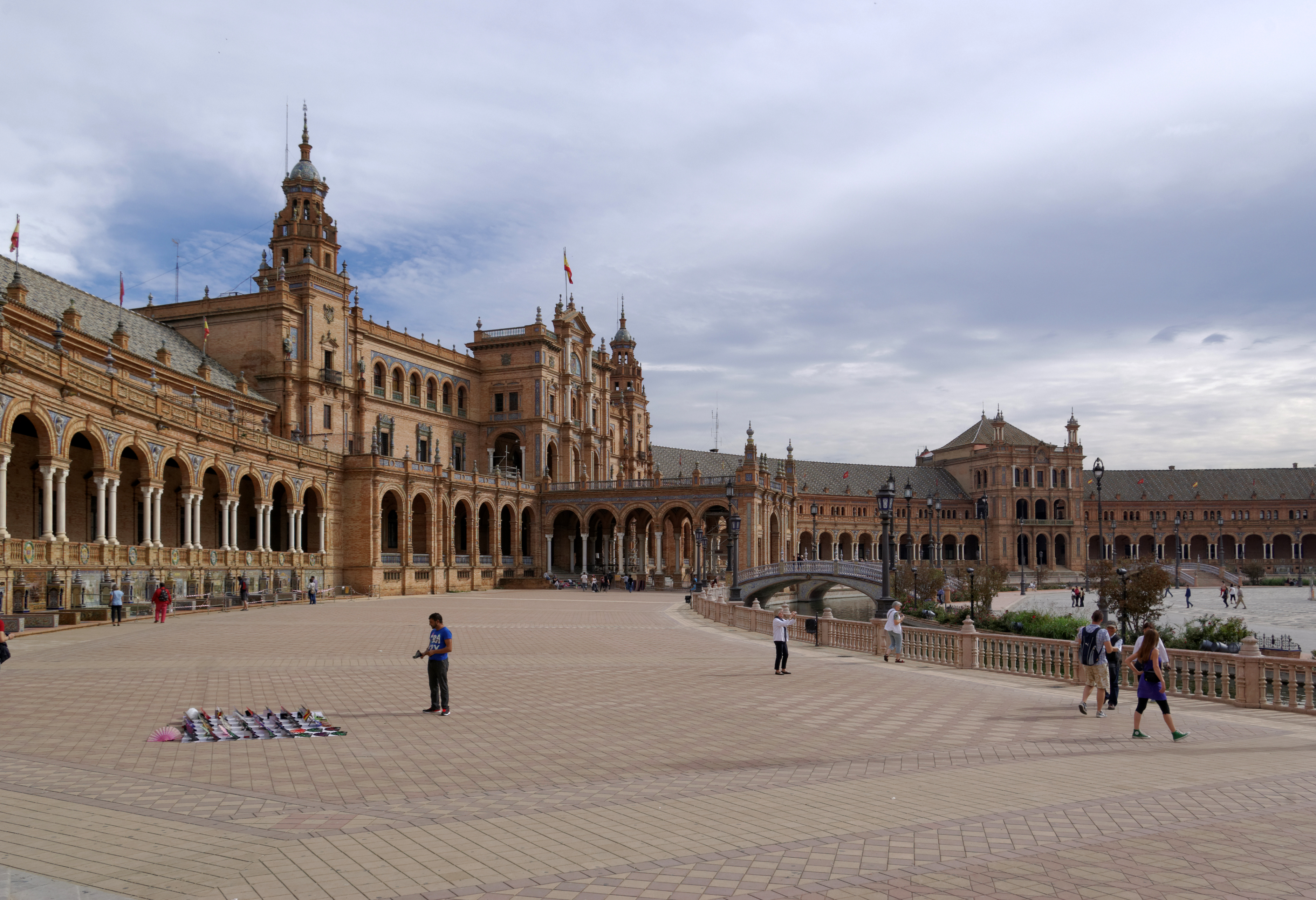
Les projets de l'Exposition de 1929 menacèrent le quartier.

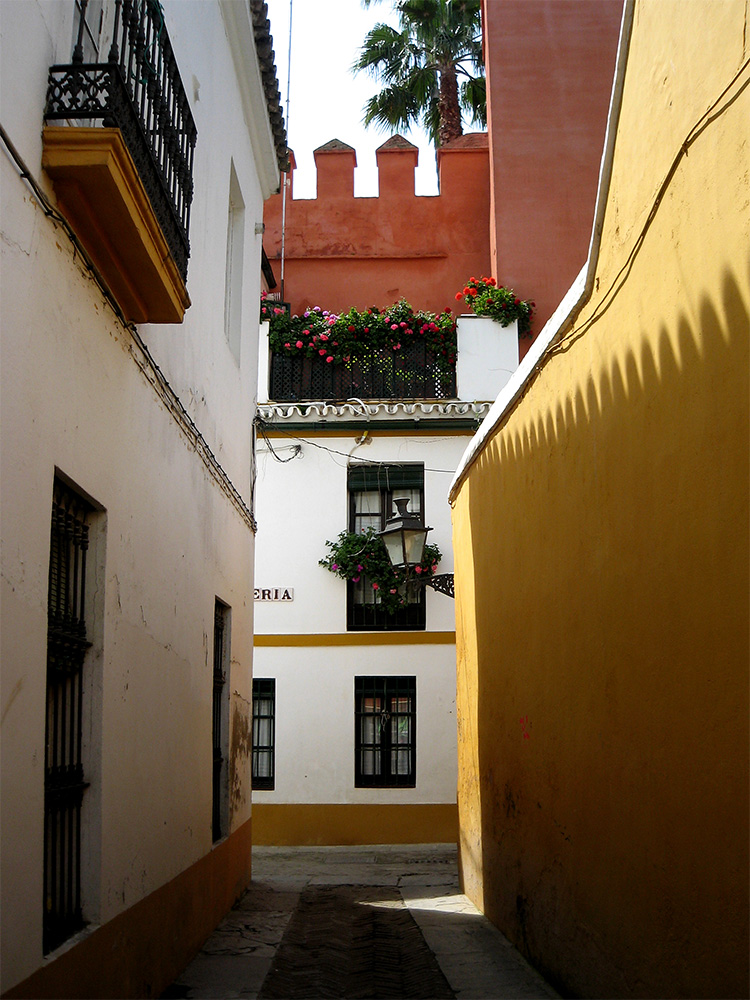
Aperçu du quartier de Santa Cruz

À compter du XVIIe siècle, l'aristocratie locale semble s'attacher au quartier, et en fait un de ses lieux de prédilection. Santa Cruz y gagne alors quelques demeures cossues, des églises et des couvents. Au XIXe siècle et, surtout, au XXe siècle, le quartier connaît de profondes transformations. L'église mudéjare de Santa Cruz, autrefois synagogue, est abattue en 1811, sous l'occupation française, pour aménager l'actuelle place de Santa Cruz. Le siège de la paroisse est alors transféré dans l'actuelle église du nom, jusqu'alors occupée par le couvent des Clercs du Saint Esprit, dans la rue Mateos Gago.
Par la suite, alors qu'approche l'Exposition ibéro-américaine de 1929, les projets de modernisation de la ville sont présentés au gouvernement. L'un d'entre eux prévoit le percement de deux larges avenues partant de la place Virgen de los Reyes, au pied de la cathédrale, qui menacent de ce fait l'existence du vieux quartier. Il faut attendre l'intervention du Marquis de la Vega Inclán, et du roi Alphonse XIII, pourtant défenseur de la modernisation, pour voir le projet abandonné. C'est alors que le Marquis de la Vega Inclán, chargé du tourisme auprès du monarque, entreprend la restauration du quartier, auquel il donne l'aspect qu'il conserve aujourd'hui. Pavage des ruelles, fleurissement et embellissement des places ou aménagement de jardins constituent la part la plus importante de la transformation du quartier de Santa Cruz.

## Physionomie

### Emplacement et limites du quartier
Le quartier de Santa Cruz se trouve à l'extrémité du district Casco Antiguo dont il forme la pointe sud. Il occupe la partie sud de l'ancienne judería de Séville, qui englobait un périmètre plus vaste. Il est limité au sud-ouest par les districts de Los Remedios (au sud du pont de San Telmo) et de Triana, au nord-ouest par la rue Santander et l'avenue de la Constitución qui le séparent du quartier d'El Arenal, au nord par la place de San Francisco et les rues Francisco Bruna, Entre Cárceles, Álvarez Quintero, Blanca de los Reyes, Francos, Pajaritos et Bamberg qui le séparent du quartier d'Alfalfa, au nord-est par la suite de la rue Bamberg, les rues Abades, Aire, Fabiola, Cruces et Mariscal, par la place de los Refinadores et par le Paseo de Catalina de Ribera qui le séparent du quartier de San Bartolomé et au sud-est par le district de Nervión et le district Sud.
Le quartier abrite la plupart des grands monuments de la capitale andalouse : cathédrale Notre-Dame-du-Siège et Giralda, Archives générales des Indes, Alcazar, jardins de Murillo, fabrique royale de tabac, hospice des Vénérables et palais archiépiscopal. De plus, contrairement à ce qu'on peut régulièrement lire, la zone limitée par la Torre del Oro, la Torre de la Plata, la Puerta de Jerez et le Paseo Vicente Aleixandre ne fait pas partie du quartier d'El Arenal, mais de celui de Santa Cruz. La Torre del Oro et la Torre de la Plata sont des vestiges de la muraille qui entourait le quartier d'El Arenal à l'origine et se trouvent hors de ce dernier.

### Urbanisme
Le quartier de Santa Cruz se présente sous la forme d'un labyrinthe de ruelles, de passages, d'impasses et de placettes ombragées, dont la trame est l'héritière de l'urbanisme oriental médiéval. Malgré de nombreux restaurants et échoppes de souvenirs, le quartier conserve une certaine authenticité et continue à être habité et fréquenté par les Sévillans. La végétation et l'eau sont très présentes dans les patios et sur les places ornées de fontaines.
Les ruelles sont parfois très étroites ou en coude, comme la calle Judería qui unit par un passage couvert le Patio de Banderas de l'alcázar à la calle Vida. Elle se poursuit par le callejón del Agua (ruelle de l'eau), qui longe les murailles de l'alcázar, d'un côté, et une succession de maisons nobles pourvues de vastes patios fleuris de l'autre. 
Tout ce réseau de ruelles est ponctué de nombreuses places. La plaza de la Alianza se trouve sous les remparts de l'alcázar, tandis que la plaza doña Elvira est agrémentée d'orangers, de bancs d'azulejos et d'une fontaine. La place qui donne son nom au quartier est située à proximité des jardins de Murillo, plantés le long du mur méridional de l'alcázar. À cet emplacement se dresse jusqu'en 1811 l'église qui donne son nom au quartier, rasée par les troupes françaises, désireuses d'aménager une place à cet endroit. Le temple, qui abritait la sépulture du peintre Murillo, disparaît, et son activité pastorale est transférée à un ancien couvent portant aujourd'hui le nom d'église Santa Cruz. Désormais, la place Santa Cruz est occupée par un jardinet central doté d'une croix en ferronnerie exécutée en 1692. Le consulat de France s'y trouve. Plus loin, la plaza de las Cruces présente trois colonnes surmontées de croix, érigées en son centre.

### Patrimoine
L'une des richesses de Santa Cruz est son immense patrimoine monumental. Hormis la cathédrale, la Giralda, les Archives générales des Indes ou le palais archiépiscopal, le quartier renferme de nombreuses églises, des couvents, des demeures nobles, ainsi que l'Alcázar de la ville. On peut accéder à ce dernier par un petit passage voûté partant du Patio de Banderas et rejoignant la Calle Judería. Emblématique de l'art mudéjar, l'ensemble palatin comprend plusieurs ailes d'époques différentes, derrière lesquelles se déploient d'immenses jardins.
Des demeures cossues, souvent d'origine aristocratique, habillent les rues du quartier de leurs façades dont l'austérité occulte souvent un intérieur raffiné, organisé autour de luxuriants patios. Elles alternent avec des habitations plus modestes et populaires, telle la maison du peintre Murillo, très humble.
L'essentiel du patrimoine de Santa Cruz est toutefois constitué d'édifices religieux. Le quartier compte deux églises paroissiales : l'église Santa Cruz et l'église Santa María la Blanca. La première puise ses origines dans un ancien couvent, et est érigée au XVIIe siècle. Abîmée lors de l'administration française, sa façade n'est reconstruite qu'au début du XXe siècle. L'église de Santa María la Blanca est, elle, une des trois synagogues médiévales converties au culte catholique après le pogrom de 1391. Son intérieur est entièrement réaménagé à l'époque baroque. Elle conserve en revanche sa façade du XIVe siècle, gothico-mudéjare. 
Deux couvents maintiennent la présence de religieux à Santa Cruz. Le couvent de l'Incarnation, occupé par les augustines, fait face à la Giralda. Héritier d'une fondation hospitalière fondée en 1385, l'Hôpital de Santa Marta, il conserve un certain nombre d'éléments de l'époque. Derrière ce couvent se trouve la petite placette Santa Marta, l'une des plus exiguës de Séville. Le couvent de San José del Carmen est situé plus au centre du quartier. Son église, du XVIIe siècle, renferme des œuvres d'art, de Francisco Herrera et de Juan de Mesa notamment, mais surtout des objets personnels de Thérèse d'Ávila.
L'hospice des Vénérable, ancien hospice pour prêtres retirés, situé au centre du quartier, est un autre édifice remarquable du quartier : sa chapelle, élevée au XVIIe siècle, est décorée de peintures murales de Valdés Leal et de son fils, Lucas Valdés. Le patio autour duquel s'organise le bâtiment est considéré comme l'un des plus intéressants de Séville. C'est l'œuvre de l'architecte Leonardo de Figueroa, concepteur de l'édifice avec Juan Domínguez.

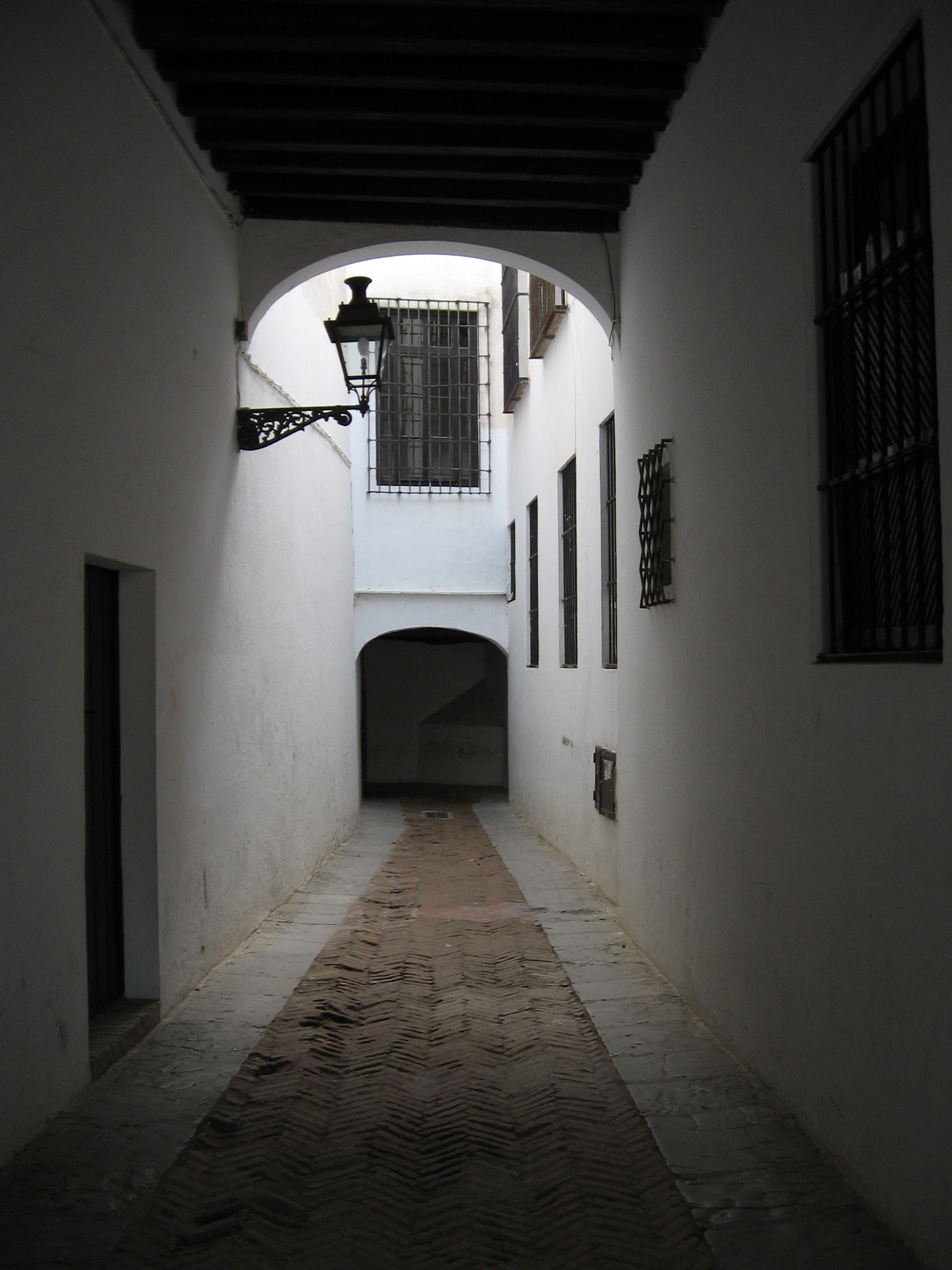
Passage entre l'alcázar et la calle Judería
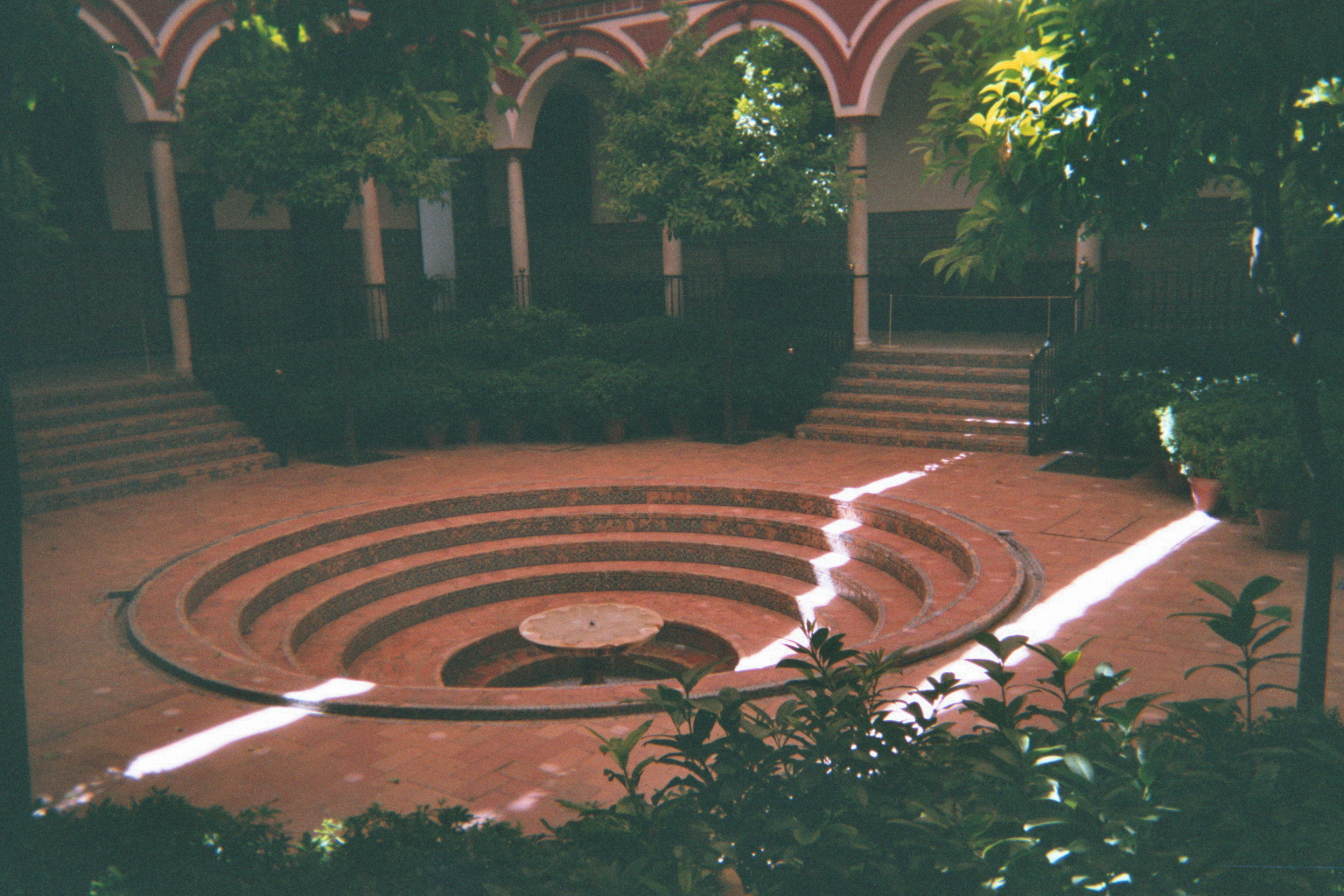
Patio de l'Hospital de los Venerables
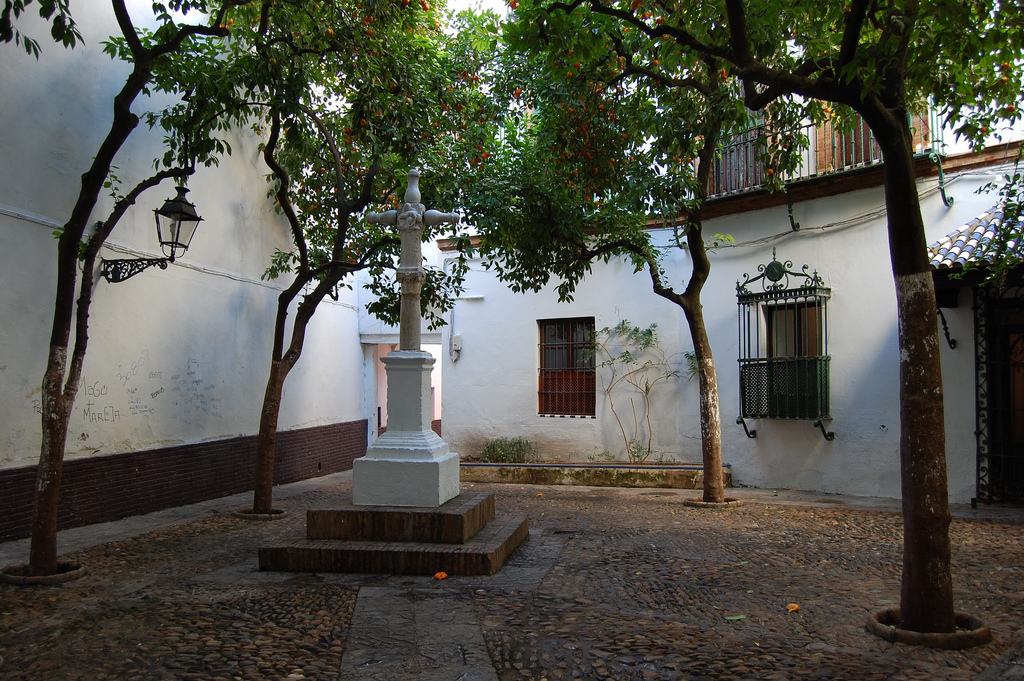
La plaza Santa Marta
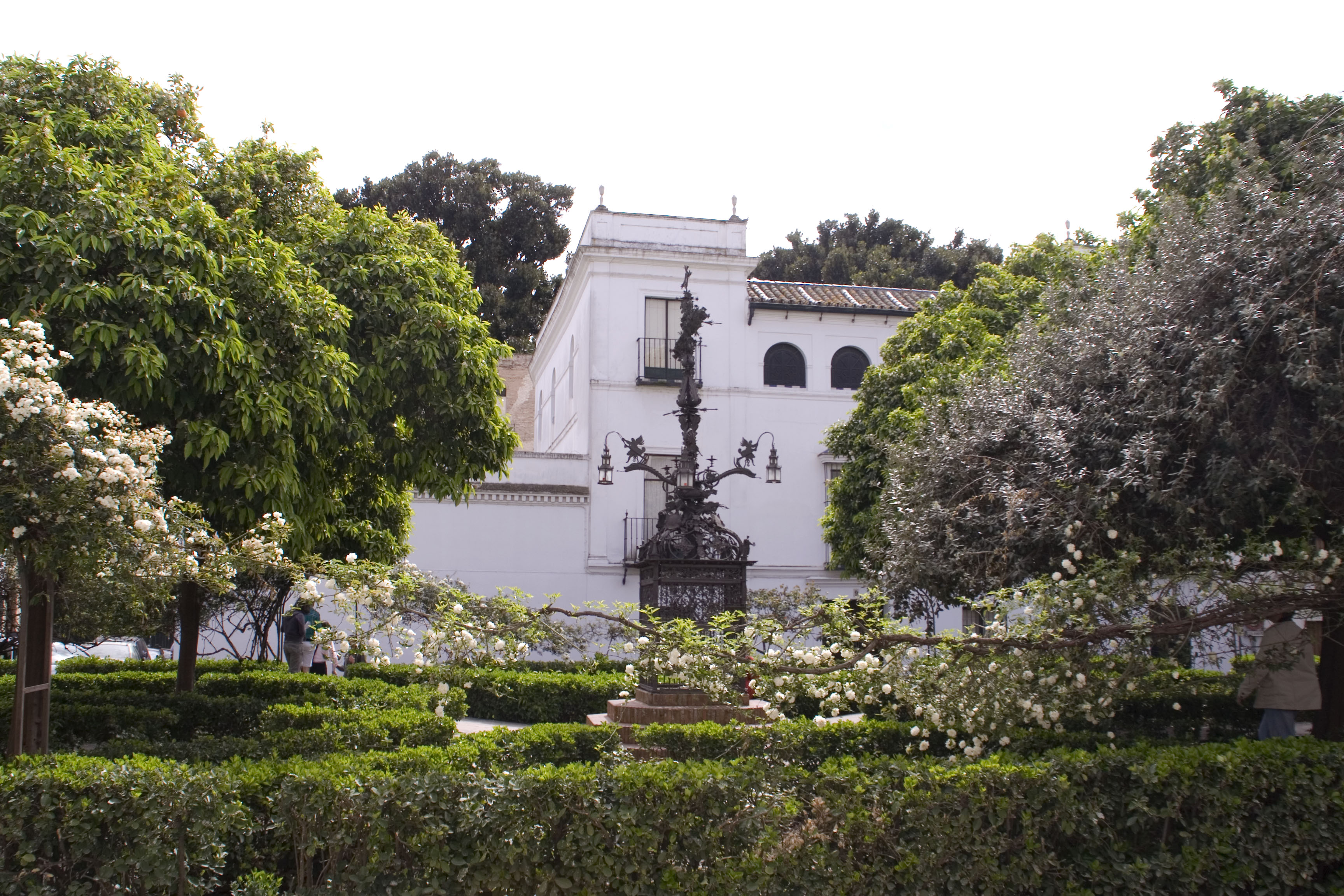
La plaza de Santa Cruz
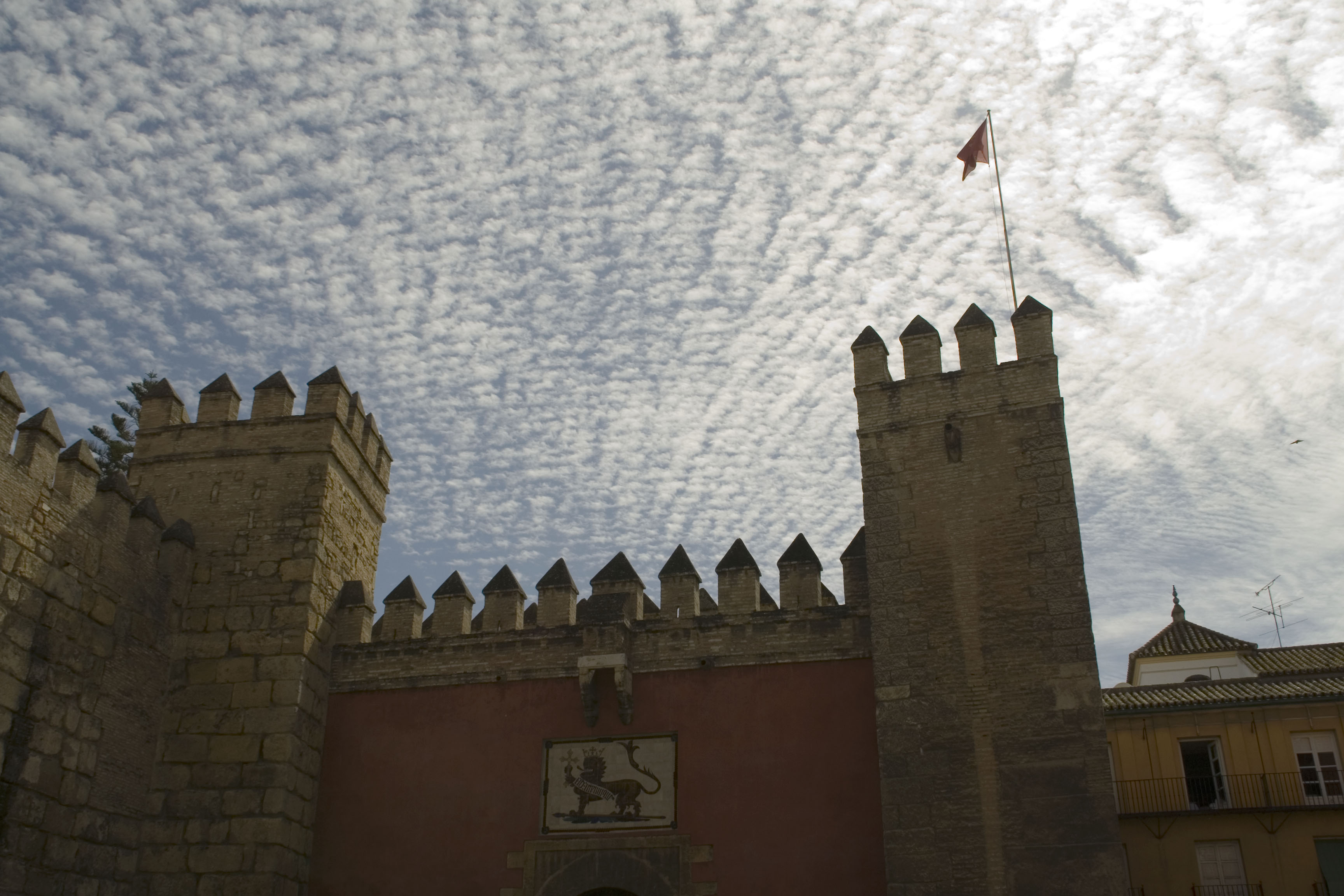
Entrée de l'alcázar
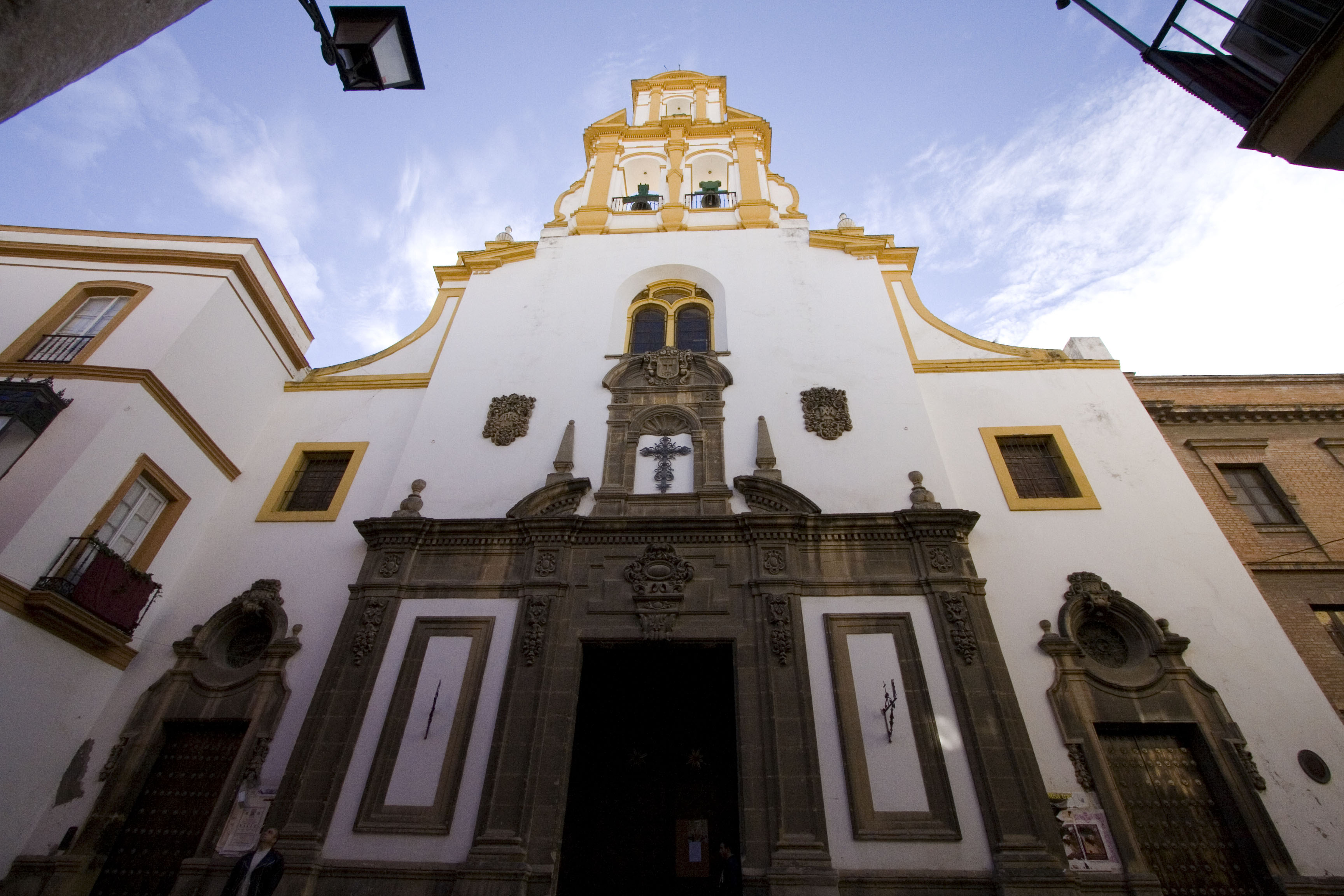
Façade de l'église Santa Cruz